# Torneo femenino de fútbol en los Juegos Panamericanos de 2015
El Torneo de fútbol femenino en los Juegos Panamericanos de Toronto 2015 se disputó entre el 11 y 25 de julio de ese mismo año en la ciudad de Hamilton, Canadá. A diferencia del Torneo masculino, estuvieron habilitadas para integrar su respectiva selección jugadoras de cualquier edad, ya que el campeonato estuvo conformado por selecciones absolutas.
Entre los participantes se encuentran Canadá como anfitrión, los 4 primeros del Campeonato Sudamericano Femenino de 2014 y los 3 primeros del Premundial Femenino Concacaf de 2014. 
El torneo se disputó íntegramente en el Tim Hortons Field o Estadio de Fútbol Panamericano de Hamilton CIBC.

## Sede
| Canadá            |
| Hamilton          |
| Ontario           |
| ----------------- |
| Tim Hortons Field |
| Capacidad: 23.218 |
|                   |

## Equipos participantes
| Clasificatorias | Clasificatorias |
| --------------- | --------------- |
| Conmebol        | Concacaf        |

| Equipos participantes | Equipos participantes | Equipos participantes | Equipos participantes |
| --------------------- | --------------------- | --------------------- | --------------------- |
| Argentina             | Brasil                | Canadá                | Colombia              |
| Costa Rica            | Ecuador               | México                | Trinidad y Tobago     |

## Arbitras
9 árbitras y 10 asistentes, colegiadas de Concacaf, fueron designadas para este torneo.
| País                 | Referís                            | Referís asistentes               |
| -------------------- | ---------------------------------- | -------------------------------- |
| Barbados             | Gillian Martindale                 |                                  |
| Canadá               | Marie-Soleil Beaudoin              | Chantal Boudreau                 |
| Costa Rica           | Marianela Araya                    | Katherine Jiménez Nelly Alvarado |
| República Dominicana |                                    | Milagros Leonardo                |
| El Salvador          | Mirian León                        | Emperatriz Ayala                 |
| Jamaica              | Cardella Samuels                   | Antonette Williams               |
| México               | Alondra Arellano                   | Lixy Enríquez Yudilia Briones    |
| Nicaragua            | Tatiana Guzmán                     |                                  |
| Estados Unidos       | Christina Unkel Ekaterina Koroleva | Amanda Ross Felisha Mariscal     |

## Calendario y resultados
- Los horarios corresponden a la hora de Toronto (UTC-4)
- Leyenda: Pts: Puntos; PJ: Partidos jugados; PG: Partidos ganados; PE: Partidos empatados; PP: Partidos perdidos; GF: Goles a favor; GC: Goles en contra; Dif: Diferencia de goles.

### Primera fase

#### Grupo A
| Equipo            | Pts | PJ | PG | PE | PP | GF | GC | DIF |
| ----------------- | --- | -- | -- | -- | -- | -- | -- | --- |
| Colombia          | 7   | 3  | 2  | 1  | 0  | 4  | 1  | 3   |
| México            | 6   | 3  | 2  | 0  | 1  | 6  | 3  | 3   |
| Trinidad y Tobago | 2   | 3  | 0  | 2  | 1  | 4  | 6  | -2  |
| Argentina         | 1   | 3  | 0  | 1  | 2  | 3  | 7  | -4  |

| 11 de julio de 2015, 11:00 | México | 0:1 (0:0) | Colombia | Estadio de Fútbol Panamericano de Hamilton CIBC, Hamilton |                            |
|                            |        | Reporte   | Usme 65' | Árbitro(s): Maurees Skeete                                | Árbitro(s): Maurees Skeete |

| 11 de julio de 2015, 14:05 | Argentina                     | 2:2 (0:0) | Trinidad y Tobago             | Estadio de Fútbol Panamericano de Hamilton CIBC, Hamilton |                                |
|                            | Larroquette 52' · Potassa 88' | Reporte   | Shade 59' · Attin Johnson 90' | Árbitro(s): Miriam León Serpas                            | Árbitro(s): Miriam León Serpas |

| 14 de julio de 2015, 17:30 | Argentina      | 1:3 (0:1) | México                            | Estadio de Fútbol Panamericano de Hamilton CIBC, Hamilton |                            |
|                            | Bonsegundo 82' | Reporte   | Noyola 1' · Rangel 73' · Ruiz 78' | Árbitro(s): Marianela Cruz                                | Árbitro(s): Marianela Cruz |

| 14 de julio de 2015, 20:30 | Colombia | 1:1 (1:0) | Trinidad y Tobago | Estadio de Fútbol Panamericano de Hamilton CIBC, Hamilton |                                   |
|                            | Vidal 5' | Reporte   | Cordner 87'       | Árbitro(s): Marie-Soleil Beaudoin                         | Árbitro(s): Marie-Soleil Beaudoin |

| 18 de julio de 2015, 17:30 | Trinidad y Tobago | 1:3 (0:2) | México                     | Estadio de Fútbol Panamericano de Hamilton CIBC, Hamilton |                         |
|                            | Shade 51'         | Reporte   | Mayor 28' 45' · Ocampo 70' | Árbitro(s): Mirian León                                   | Árbitro(s): Mirian León |

| 18 de julio de 2015, 20:30 | Argentina | 0:2 (0:1) | Colombia             | Estadio de Fútbol Panamericano de Hamilton CIBC, Hamilton |                              |
|                            |           | Reporte   | Arias 44' · Usme 51' | Árbitro(s): Alondra Arellano                              | Árbitro(s): Alondra Arellano |

#### Grupo B
| Equipo     | Pts | PJ | PG | PE | PP | GF | GC | DIF |
| ---------- | --- | -- | -- | -- | -- | -- | -- | --- |
| Brasil     | 9   | 3  | 3  | 0  | 0  | 12 | 1  | 11  |
| Canadá     | 3   | 3  | 1  | 0  | 2  | 5  | 6  | -1  |
| Costa Rica | 3   | 3  | 1  | 0  | 2  | 2  | 5  | -3  |
| Ecuador    | 3   | 3  | 1  | 0  | 2  | 5  | 12 | -7  |

| 11 de julio de 2015, 18:00 | Costa Rica | 0:3 (0:2) | Brasil                                   | Estadio de Fútbol Panamericano de Hamilton CIBC, Hamilton |                                |
|                            |            | Reporte   | Fernandes 14' · Thaisa 34' · Formiga 90' | Árbitro(s): Ekaterina Koroleva                            | Árbitro(s): Ekaterina Koroleva |

| 11 de julio de 2015, 21:00 | Canadá                                             | 5:2 (3:1) | Ecuador         | Estadio de Fútbol Panamericano de Hamilton CIBC, Hamilton |                              |
|                            | Beckie 12' 77' · Zadorski 44' 48' · Fletcher 79' · | Reporte   | Moreira 29' 90' | Árbitro(s): Alondra Arellano                              | Árbitro(s): Alondra Arellano |

| 15 de julio de 2015, 17:30 | Brasil                                                    | 7:1 (2:1) | Ecuador     | Estadio de Fútbol Panamericano de Hamilton CIBC, Hamilton |                                |
|                            | Hickmann 17' · Rozeira 44' 55' 67' 70' 78' · Dorneles 84' | Reporte   | Pesantes 5' | Árbitro(s): Gillian Martindale                            | Árbitro(s): Gillian Martindale |

| 15 de julio de 2015, 20:30 | Costa Rica                   | 2:0 (0:0) | Canadá | Estadio de Fútbol Panamericano de Hamilton CIBC, Hamilton |                            |
|                            | Cruz 60' · K. Villalobos 74' | Reporte   |        | Árbitro(s): Tatiana Guzmán                                | Árbitro(s): Tatiana Guzmán |

| 19 de julio de 2015, 17:30 | Costa Rica | 0:2 (0:1) | Ecuador        | Estadio de Fútbol Panamericano de Hamilton CIBC, Hamilton |                              |
|                            |            | Reporte   | Real 10' 90+1' | Árbitro(s): Cardella Samuels                              | Árbitro(s): Cardella Samuels |

| 19 de julio de 2015, 20:30 | Canadá | 0:2 (0:0) | Brasil                  | Estadio de Fútbol Panamericano de Hamilton CIBC, Hamilton |                                |
|                            |        | Reporte   | Alves 55' · Rozeira 87' | Árbitro(s): Ekaterina Koroleva                            | Árbitro(s): Ekaterina Koroleva |

### Segunda fase
|  | Semifinales           | Semifinales           |   |                       | Final                 | Final |  |
|  |                       |                       |   |                       |                       |       |  |
|  |                       |                       |   |                       |                       |       |  |
|  | Hamilton, 22 de julio |                       |   |                       |                       |       |  |
|  | Brasil                | 4                     |   |                       |                       |       |  |
|  | México                | 2                     |   |                       |                       |       |  |
|  |                       |                       |   |                       |                       |       |  |
|  |                       |                       |   |                       | Hamilton, 25 de julio |       |  |
|  |                       |                       |   |                       | Brasil                | 4     |  |
|  |                       | Colombia              | 0 |                       |                       |       |  |
|  |                       |                       |   |                       |                       |       |  |
|  |                       |                       |   |                       |                       |       |  |
|  |                       |                       |   |                       | Tercer lugar          |       |  |
|  | Hamilton, 22 de julio | Hamilton, 22 de julio |   | Hamilton, 24 de julio | Hamilton, 24 de julio |       |  |
|  | Colombia              | 1                     |   | México                | 2                     |       |  |
|  | Canadá                | 0                     |   |                       | Canadá                | 1     |  |

#### Semifinales
| 22 de julio de 2015, 17:30 | Brasil                                               | 4:2 (2:0) | México                          | Estadio de Fútbol Panamericano de Hamilton CIBC, Hamilton |                                  |
|                            | Rozeira 4' · Carvalho 45+1' 73' · Romero 46' (a.g) · | Reporte   | Da Silva 25' (a.g) · Rangel 70' | Árbitro(s): Marie-Soleil Beadoin                          | Árbitro(s): Marie-Soleil Beadoin |

| 22 de julio de 2015, 20:30 | Colombia   | 1:0 (1:0) | Canadá | Estadio de Fútbol Panamericano de Hamilton CIBC, Hamilton |                         |
|                            | Ospina 29' | Reporte   |        | Árbitro(s): Mirian León                                   | Árbitro(s): Mirian León |

#### Partido por la medalla de bronce
| 24 de julio de 2015, 20:30 | México                 | 2:1 (1:0) | Canadá             | Estadio de Fútbol Panamericano de Hamilton CIBC, Hamilton |                                |
|                            | Ocampo 29' · Mayor 37' | Reporte   | Fleming 88' (pen.) | Árbitro(s): Ekaterina Koroleva                            | Árbitro(s): Ekaterina Koroleva |

#### Final
| 25 de julio de 2015, 18:30 | Brasil                                                 | 4:0 (1:0) | Colombia | Estadio de Fútbol Panamericano de Hamilton CIBC, Hamilton |                         |
|                            | Formiga 7' · Dorneles 75' · Alves 86' · Da Silva 90+3' | Reporte   |          | Árbitro(s): Mirian León                                   | Árbitro(s): Mirian León |

| Bandera de Brasil |
| Campeón Brasil    |
| ----------------- |
| 3° título         |

## Resultados
| Evento                    | Oro    | Plata    | Bronce |
| ------------------------- | ------ | -------- | ------ |
| Torneo femenino de fútbol | Brasil | Colombia | México |

|              |
| Brazil (Oro) |

|                  |
| Colombia (Plata) |

|                 |
| México (Bronce) |

## Tabla estadística
| #  | Selección         | Pts. | Resultados | Resultados | Resultados | Resultados | Resultados | Resultados | Resultados | Resultados |
| #  | Selección         | Pts. | PJ         | PG         | PE         | PP         | GF         | GC         | Dif.       |            |
| -- | ----------------- | ---- | ---------- | ---------- | ---------- | ---------- | ---------- | ---------- | ---------- | ---------- |
| 1º | Brasil            | 15   | 5          | 5          | 0          | 0          | 20         | 3          | +17        |            |
| 2º | Colombia          | 10   | 5          | 3          | 1          | 1          | 5          | 5          | 0          |            |
| 3º | México            | 9    | 5          | 3          | 0          | 2          | 10         | 8          | +2         |            |
| 4º | Canadá            | 3    | 5          | 1          | 0          | 4          | 8          | 9          | -1         |            |
| 5º | Costa Rica        | 3    | 3          | 1          | 0          | 2          | 2          | 5          | -3         |            |
| 6º | Ecuador           | 3    | 3          | 1          | 0          | 2          | 5          | 12         | -7         |            |
| 7º | Trinidad y Tobago | 2    | 3          | 0          | 2          | 1          | 4          | 6          | -2         |            |
| 8º | Argentina         | 1    | 3          | 0          | 1          | 0          | 3          | 7          | -4         |            |

## Goleadoras
- Actualizado hasta el 19 de julio de 2015
- En negrilla, las deportistas que aún permanecen en competencia

| Jugadora | Selección         | Goles | PJ |
| --- | ----------------- | ----- | -- |
| Cristiane Rozeira | Brasil            | 7     | 5  |
| Stephany Mayor | México            | 3     | 5  |
| Ligia Moreira | Ecuador           | 2     | 3  |
| Kerly Real | Ecuador           | 2     | 3  |
| Mónica Ocampo | México            | 2     | 5  |
| Nayeli Rangel | México            | 2     | 5  |
| Janine Beckie | Canadá            | 2     | 5  |
| Catalina Usme | Colombia          | 2     | 5  |
| Shelina Zadorski | Canadá            | 2     | 5  |
| Thaisa de Moraes Rosa Moreno | Brasil            | 1     | 2  |
| Raquel Fernandes | Brasil            | 1     | 2  |
| Emma Fletcher | Canadá            | 1     | 2  |
| Formiga | Brasil            | 1     | 2  |
| \| Lista completa \| Lista completa \| Lista completa \| Lista completa \| \| -------------------- \| ----------------- \| -------------- \| -------------- \| \| Mailee Attin Johnson \| Trinidad y Tobago \| 1 \| 3 \| \| Mariana Larroquette \| Argentina \| 1 \| 3 \| \| Belén Potassa \| Argentina \| 1 \| 3 \| \| Mariah Shade \| Trinidad y Tobago \| 1 \| 3 \| \| Khaterine Arias \| Colombia \| 1 \| 3 \| |                   |       |    |
| Lista completa |                   |       |    |
| Mailee Attin Johnson | Trinidad y Tobago | 1     | 3  |
| Mariana Larroquette | Argentina         | 1     | 3  |
| Belén Potassa | Argentina         | 1     | 3  |
| Mariah Shade | Trinidad y Tobago | 1     | 3  |
| Khaterine Arias | Colombia          | 1     | 3  |